# 杉桥镇
杉桥镇，是中华人民共和国湖南省衡陽市衡阳县下辖的一个乡镇级行政单位。

## 行政区划
杉桥镇下辖以下地区：
杉桥社区、黄泥塘社区、杉桥村、上洲村、聚众村、两塘村、白石园村、石园村、松山村、杨桥村、东日村、荷叶村、乔木村、东木村、宋湾村、集福村、铁冲村、峡山村、靛棚村、伊山村和丫冲村。